# بانداریکاتی
بانداریکاتی (به لاتین: Bhandarikati) یک روستا در بنگلادش است که در استان باریسال و در ناحیه باریسال واقع شده است.